# Royal Harwood Frost
Royal Harwood Frost (* 25. Februar 1879 in Salem, Massachusetts; † 11. Mai 1950 in Shreveport, Louisiana) war ein US-amerikanischer Astronom und Entdecker des Asteroiden Cava.

## Leben und Karriere
Frost war mit Caroline Eliza Mayhew verheiratet und hatte mit ihr zusammen fünf Kinder. Von 1896 bis 1908 war er unter der Leitung von Edward Charles Pickering als astronomischer Assistent am Harvard College Observatory tätig.